# La Vie en rose (D'erlanger)
La Vie en rose è l'album di debutto del gruppo musicale giapponese D'erlanger, pubblicato il 10 febbraio 1989 dalla Danger Crue Records.

## Tracce
1. Under the Pretense – 0:59 (musica: Cipher, Kyo, Poppo)
2. La Vie en rose – 3:52 (Cipher)
3. 1999 -Shy Boy Story- – 3:16 (testo: Kyo – musica: Cipher)
4. Dear Secret Lover – 3:45 (Cipher)
5. Sadistic Emotion – 4:37 (testo: D'erlanger – musica: Cipher)
6. An Aphrodisiac – 2:28 (testo: Kyo – musica: Cipher)
7. Indecent -Two Persons- – 3:42 (Cipher)
8. Lullaby – 3:33 (Cipher)
9. I Can't Live Without You – 3:34 (Cipher)
10. Lazy Sleazy – 4:09 (testo: Kyo – musica: Cipher)